# Родниковка (Кировоградская область)
Роднико́вка (укр. Родниківка) — село в Александровской поселковой общине Кропивницкого района Кировоградской области Украины, старое название Сентово.
Население по переписи 2001 года составляло 748 человек. Телефонный код — 5242. Код КОАТУУ — 3520586001.

## История
В 1946 году указом ПВС УССР село Сентово переименовано в Родниковку.
До 2020 года село входило в Александровский район